# Salvador Ribé i Garcia
Salvador Ribé i Garcia (Centelles, 14 de febrer de 1872 - Buenos Aires, 27 de febrer de 1944) fou alcalde republicà de Sabadell.
Nascut a Centelles en una família treballadora, vingué a Sabadell de molt jove per treballar en el tèxtil i més endavant és convertí en empresari del sector. Es casà amb Maria Anfruns i Vallribera, amb la qual tingueren cinc fills: Josep, Salvador, Feliu, Genís i Joan. Vivia al carrer Calderon, 117
Gran admirador de Pi i Margall, s'afilià al Círcol Republicà Federal. Es convertí en el primer alcalde de la República a la ciutat en ser elegit el 14 d'abril de 1931, càrrec que ocupà fins a l'1 de febrer de 1934. Durant el seu mandat es prioritzà la cultura –amb Salvador Sarrà i Serravinyals de regidor– i l'ensenyament, es construïren escoles, com l'escola pública de Can Rull, i s'edità el llibre de l'historiador Miquel Carreras Elements d'història de Sabadell, que varen regalar als col·legials el dia de Sant Jordi.